# Caerphilly

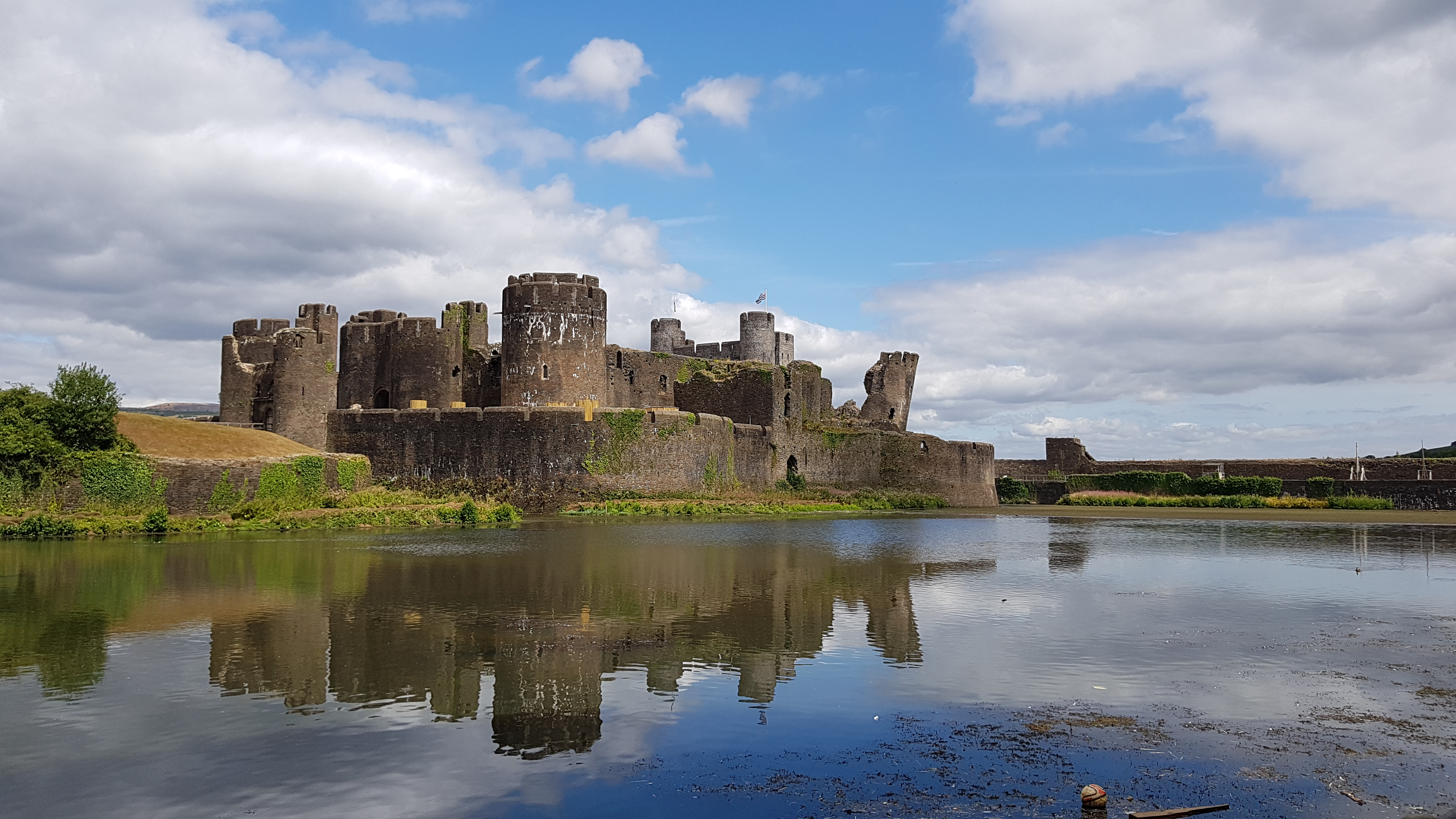
Caerphilly Castle

Caerphilly (walisisch Caerffili) ist eine Stadt in Wales, Großbritannien mit 31.060 Einwohnern (Stand 2001).
Caerphilly ist die namensgebende und größte Stadt des Verwaltungsbezirks Caerphilly. Sie liegt im Rhymney-Tal im südwalisischen Kohlegebiet etwa elf Kilometer nördlich von Cardiff. Bekannt ist sie durch ihre mittelalterliche Festung – eine Wasserburg namens Caerphilly Castle. Die Stadt ist auch Herkunftsort und Namensgeber des Käses Caerphilly, der auch Anlass für das jährlich im Sommer stattfindende Big Cheese Festival ist, das in den vergangenen Jahren bis zu 80.000 Besucher zählte.

## Geschichte
Im Zuge ihrer Eroberung von Wales konnten die Normannen am Ende des 11. Jahrhunderts das Vale of Glamorgan einnehmen. Der gebirgige nördliche Teil Glamorgan blieb bis in das 13. Jahrhundert in walisischer Hand. Gilbert de Clare, der 1266 Lord of Glamorgan wurde, konnte seinen Machtbereich zulasten der walisischen Fürsten ausdehnen. Zur Sicherung seiner Herrschaft ließ er ab 1268 Caerphilly Castle bauen.
Im Laufe der Jahrhundert wuchs die Siedlung zu Füßen der Burg. Seit Anfang des 18. Jahrhunderts war Caerphilly ein Marktort.
Im 19. Jahrhundert erfasste der Boom des Steinkohlebergbaus in den South Wales Valleys auch Caerphilly. Die Bevölkerung wuchs, aus dem Landstädtchen wurde eine Industrie- und Bergbaustadt. 1871 erhielt Caerphilly Anschluss an das Eisenbahnnetz. Nach dem Zweiten Weltkrieg sank die Nachfrage nach walisischer Kohle, nach und nach wurden die Bergwerke rund um Caerphilly (Senghenydd Colliery, Bedwas Navigation Colliery, Crumlin Navigation Colliery, Nantgarw Colliery, Oakdale Colliery, Nine Mile Point Colliery, Universal Colliery, Windsor Colliery und andere) stillgelegt. Seit Ende der 1960er Jahre begannen mehr und mehr Bewohner der Stadt nach Cardiff zu pendeln. Caerphilly wurde zu einem Teil der South-East sub-region.

## Städtepartnerschaften
Caerphilly unterhält eine Städtepartnerschaft mit Ludwigsburg, die 1960 begründet wurde. Weitere Partnerschaften  bestehen: seit 1991 mit der französischen Stadt Lannion in der Bretagne, und seit 1994 mit dem tschechischen Písek.

## In Caerphilly geboren
- Tommy Cooper (1921–1984), Komiker und Zauberer
- Martin Allen (* 1958), Autor und Geschichtsrevisionist
- Sian Evans   (* 1976), Sängerin der Band Kosheen
- Natasha Harding (* 1989), Fußballspielerin
- Aaron Ramsey (* 1990), Fußballspieler und ehemaliger Kapitän der walisischen Fußballnationalmannschaft
- Manon Carpenter (* 1993), Mountainbikerin
- Lauren Price (* 1994), Boxerin